# ویلارد (یوتا)
ویلارد (به انگلیسی: Willard) شهری در ایالت یوتا کشور ایالات متحده آمریکا است که جمعیت آن در سرشماری سال ۲۰۱۰ میلادی، ۱٬۷۷۲ نفر بوده‌است.